# Krajewo-Kłódki
Krajewo-Kłódki – wieś w Polsce położona w województwie mazowieckim, w powiecie przasnyskim, w gminie Krzynowłoga Mała. Ma status sołęctwa.
| SIMC    | Nazwa          | Rodzaj     |
| ------- | -------------- | ---------- |
| 0512409 | Romany-Zalesie | przysiółek |

W latach 1975–1998 miejscowość administracyjnie należała do województwa ostrołęckiego.